# Số Zoussel
Số Zoussel là một loại số không có thừa số vuông và có ít nhất ba thừa số nguyên tố.
105, 1419, 1729, 1885, 4505, 5719, 15387, 24211, 25085, 27559, 31929, 54205, 59081, 114985, 207177, 208681, 233569, 287979, 294409, 336611, 353977, 448585, 507579, 982513, 1012121, 1073305, 1242709, 1485609, 2089257, 2263811, 2953711, … (dãy số A051015 trong bảng OEIS).
Lấy 1729 làm ví dụ 1729 là số Zoussel và các hệ số tương ứng là a = 1 và b = 6. Hệ số nguyên tố 7, 13 và 19 có thể được biểu thị bằng công thức sau:
{\displaystyle {\begin{aligned}p_{1}=7,&{}\quad p_{1}=1p_{0}+6\\p_{2}=13,&{}\quad p_{2}=1p_{1}+6\\p_{3}=19,&{}\quad p_{3}=1p_{2}+6\end{aligned}}}